# Eisschnelllauf-Weltcup 1997/98
Der Eisschnelllauf-Weltcup 1997/98 wurde für Frauen und Männer an neun Weltcupstationen in sieben Ländern ausgetragen. Die Saison begann am 15. November 1997 und endete am 22. März 1998. Hier wurden von Frauen Strecken von 500 bis 5.000 und der Männer von 500 bis 10.000 Meter gelaufen.
Siehe auch: Liste der Gesamtweltcupsieger im Eisschnelllauf

## Wettbewerbe

### Frauen

#### Weltcup-Übersicht
| Datum                                                                                | Ort                                           | Disziplin          | Sieger                   | Zweiter                  | Dritter                  |
| ------------------------------------------------------------------------------------ | --------------------------------------------- | ------------------ | ------------------------ | ------------------------ | ------------------------ |
| 15. Bis 16. Nov. 1997                                                                | Roseville (Guidant John Rose Minnesota Oval)  | 500 m (15. Nov.)   | Catriona LeMay-Doan      | Franziska Schenk         | Monique Garbrecht        |
| 15. Bis 16. Nov. 1997                                                                | Roseville (Guidant John Rose Minnesota Oval)  | 1.000 m (15. Nov.) | Franziska Schenk         | Anke Baier-Loef          | Chris Witty              |
| 15. Bis 16. Nov. 1997                                                                | Roseville (Guidant John Rose Minnesota Oval)  | 500 m (16. Nov.)   | Susan Auch               | Catriona LeMay-Doan      | Franziska Schenk         |
| 15. Bis 16. Nov. 1997                                                                | Roseville (Guidant John Rose Minnesota Oval)  | 1.000 m (16. Nov.) | Catriona LeMay-Doan      | Sabine Völker            | Anke Baier-Loef          |
| 22. Bis 23. Nov. 1997                                                                | Calgary (Olympic Oval)                        | 500 m (22. Nov.)   | Catriona LeMay-Doan      | Susan Auch               | Sabine Völker            |
| 22. Bis 23. Nov. 1997                                                                | Calgary (Olympic Oval)                        | 1.000 m (22. Nov.) | Catriona LeMay-Doan      | Franziska Schenk         | Chris Witty              |
| 22. Bis 23. Nov. 1997                                                                | Calgary (Olympic Oval)                        | 500 m (23. Nov.)   | Catriona LeMay-Doan      | Sabine Völker            | Chris Witty              |
| 22. Bis 23. Nov. 1997                                                                | Calgary (Olympic Oval)                        | 1.000 m (23. Nov.) | Chris Witty              | Catriona LeMay-Doan      | Franziska Schenk         |
| Einzelstreckenasienmeisterschaften in Obihiro, 23.–24. November 1997                 |                                               |                    |                          |                          |                          |
| 29. Bis 30. Nov. 1997                                                                | Berlin (Sportforum Hohenschönhausen)          | 1.500 m            | Gunda Niemann-Stirnemann | Claudia Pechstein        | Emese Hunyady            |
| 29. Bis 30. Nov. 1997                                                                | Berlin (Sportforum Hohenschönhausen)          | 3.000 m            | Claudia Pechstein        | Gunda Niemann-Stirnemann | Heike Warnicke           |
| 6. Bis 7. Dez. 1997                                                                  | Heerenveen (Thialf)                           | 1.500 m            | Gunda Niemann-Stirnemann | Claudia Pechstein        | Emese Hunyady            |
| 6. Bis 7. Dez. 1997                                                                  | Heerenveen (Thialf)                           | 3.000 m            | Gunda Niemann-Stirnemann | Tonny de Jong            | Swetlana Baschanowa      |
| 13. Bis 14. Dez. 1997                                                                | Hamar (Vikingskipet)                          | 1.500 m            | Emese Hunyady            | Claudia Pechstein        | Chris Witty              |
| 13. Bis 14. Dez. 1997                                                                | Hamar (Vikingskipet)                          | 3.000 m            | Claudia Pechstein        | Tonny de Jong            | Carla Zijlstra           |
| Mehrkampfeuropameisterschaft in Helsingfors, 9.–11. Januar 1998                      |                                               |                    |                          |                          |                          |
| 13. Bis 14. Jan. 1998                                                                | Baselga di Pinè (Stadio del ghiaccio di Piné) | 500 m (13. Jan.)   | Catriona LeMay-Doan      | Sabine Völker            | Susan Auch               |
| 13. Bis 14. Jan. 1998                                                                | Baselga di Pinè (Stadio del ghiaccio di Piné) | 1.000 m (13. Jan.) | Franziska Schenk         | Sabine Völker            | Catriona LeMay-Doan      |
| 13. Bis 14. Jan. 1998                                                                | Baselga di Pinè (Stadio del ghiaccio di Piné) | 500 m (14. Jan.)   | Catriona LeMay-Doan      | Susan Auch               | Sabine Völker            |
| 13. Bis 14. Jan. 1998                                                                | Baselga di Pinè (Stadio del ghiaccio di Piné) | 1.000 m (14. Jan.) | Franziska Schenk         | Catriona LeMay-Doan      | Sabine Völker            |
| 17. Bis 18. Jan. 1998                                                                | Innsbruck (Olympia Eisstadion Innsbruck)      | 1.500 m            | Gunda Niemann-Stirnemann | Anni Friesinger          | Emese Hunyady            |
| 17. Bis 18. Jan. 1998                                                                | Innsbruck (Olympia Eisstadion Innsbruck)      | 5.000 m            | Gunda Niemann-Stirnemann | Claudia Pechstein        | Elena Belci-Dal Farra    |
| Sprintweltmeisterschaft in Berlin (Sportforum Hohenschönhausen), 24.–25. Januar 1998 |                                               |                    |                          |                          |                          |
| Olympische Winterspiele in Nagano (M-Wave), 7.–22. Februar 1998                      |                                               |                    |                          |                          |                          |
| 7. Bis 8. Mär. 1998                                                                  | Inzell (Ludwig-Schwabl-Stadion)               | 1.500 m            | Gunda Niemann-Stirnemann | Anni Friesinger          | Claudia Pechstein        |
| 7. Bis 8. Mär. 1998                                                                  | Inzell (Ludwig-Schwabl-Stadion)               | 3.000 m            | Claudia Pechstein        | Anni Friesinger          | Gunda Niemann-Stirnemann |
| Mehrkampfweltmeisterschaft in Heerenveen (Thialf), 13.–15. März 1998                 |                                               |                    |                          |                          |                          |
| 20. Bis 22. Mär. 1998                                                                | Milwaukee (Pettit National Ice Center)        | 3.000 m            | Gunda Niemann-Stirnemann | Lyudmila Prokasheva      | Anni Friesinger          |
| 20. Bis 22. Mär. 1998                                                                | Milwaukee (Pettit National Ice Center)        | 1.500 m            | Chris Witty              | Jennifer Rodriguez       | Claudia Pechstein        |
| 20. Bis 22. Mär. 1998                                                                | Milwaukee (Pettit National Ice Center)        | 500 m              | Catriona LeMay-Doan      | Susan Auch               | Sabine Völker            |
| 20. Bis 22. Mär. 1998                                                                | Milwaukee (Pettit National Ice Center)        | 1.000 m            | Chris Witty              | Sabine Völker            | Catriona LeMay-Doan      |
| 20. Bis 22. Mär. 1998                                                                | Milwaukee (Pettit National Ice Center)        | 1.000 m            | Chris Witty              | Sabine Völker            | Catriona LeMay-Doan      |
| 20. Bis 22. Mär. 1998                                                                | Milwaukee (Pettit National Ice Center)        | 500 m              | Catriona LeMay-Doan      | Susan Auch               | Sabine Völker            |
| Einzelstreckenweltmeisterschaften in Calgary (Olympic Oval), 27.–29. März 1998       |                                               |                    |                          |                          |                          |

#### 500 Meter
(Endstand: Nach 8 Rennen)
| Rang | Name                | Land                | Punkte |
| ---- | ------------------- | ------------------- | ------ |
| 1    | Catriona LeMay-Doan | Kanada              | 300    |
| 2    | Susan Auch          | Kanada              | 270    |
| 3    | Sabine Völker       | Deutschland         | 250    |
| 4    | Franziska Schenk    | Deutschland         | 215    |
| 5    | Chris Witty         | Vereinigte Staaten  | 180    |
| 6    | Monique Garbrecht   | Deutschland         | 146    |
| 7    | Eriko Sanmiya       | Japan               | 116    |
| 8    | Michelle Morton     | Kanada              | 105    |
| 9    | Ruihong Xue         | Volksrepublik China | 101    |
| 10   | Svetlana Schurowa   | Russland            | 99     |
|      |                     |                     |        |
| 13   | Anke Baier-Loef     | Deutschland         | 81     |
| 18   | Christina Zummack   | Deutschland         | 54     |

#### 1.000 Meter
(Endstand: Nach 8 Rennen)
| Rang | Name                | Land               | Punkte |
| ---- | ------------------- | ------------------ | ------ |
| 1    | Catriona LeMay-Doan | Kanada             | 270    |
| 2    | Franziska Schenk    | Deutschland        | 270    |
| 3    | Chris Witty         | Vereinigte Staaten | 265    |
| 4    | Sabine Völker       | Deutschland        | 255    |
| 5    | Anke Baier-Loef     | Deutschland        | 174    |
| 6    | Monique Garbrecht   | Deutschland        | 155    |
| 7    | Marianne Timmer     | Niederlande        | 131    |
| 8    | Becky Sundstrom     | Vereinigte Staaten | 129    |
| 9    | Shiho Kusunose      | Japan              | 121    |
| 10   | Eriko Sanmiya       | Japan              | 115    |
|      |                     |                    |        |
| 14   | Christina Zummack   | Deutschland        | 57     |
| 21   | Emese Hunyady       | Österreich         | 25     |
| 30   | Ulrike Adeberg      | Deutschland        | 9      |

#### 1.500 Meter
(Endstand: Nach 6 Rennen)
| Rang | Name                     | Land               | Punkte |
| ---- | ------------------------ | ------------------ | ------ |
| 1    | Gunda Niemann-Stirnemann | Deutschland        | 200    |
| 2    | Claudia Pechstein        | Deutschland        | 175    |
| 3    | Emese Hunyady            | Österreich         | 170    |
| 4    | Chris Witty              | Vereinigte Staaten | 155    |
| 5    | Anni Friesinger          | Deutschland        | 140    |
| 6    | Annamarie Thomas         | Niederlande        | 104    |
| 7    | Swetlana Baschanowa      | Russland           | 85     |
| 8    | Jennifer Rodriguez       | Vereinigte Staaten | 81     |
| 9    | Marianne Timmer          | Niederlande        | 80     |
| 10   | Tonny de Jong            | Niederlande        | 79     |
|      |                          |                    |        |
| 13   | Ulrike Adeberg           | Deutschland        | 64     |
| 28   | Daniela Anschütz         | Deutschland        | 14     |
| 29   | Heike Warnicke           | Deutschland        | 11     |
| 30   | Christina Zummack        | Deutschland        | 9      |

#### 3.000/5.000 Meter
(Endstand: Nach 6 Rennen)
| Rang | Name                     | Land        | Punkte |
| ---- | ------------------------ | ----------- | ------ |
| 1    | Gunda Niemann-Stirnemann | Deutschland | 195    |
| 2    | Claudia Pechstein        | Deutschland | 195    |
| 3    | Anni Friesinger          | Deutschland | 137    |
| 4    | Carla Zijlstra           | Niederlande | 130    |
| 5    | Elena Belci-Dal Farra    | Italien     | 130    |
| 6    | Heike Warnicke           | Deutschland | 120    |
| 7    | Tonny de Jong            | Niederlande | 119    |
| 8    | Lyudmila Prokasheva      | Kasachstan  | 106    |
| 9    | Swetlana Baschanowa      | Russland    | 95     |
| 10   | Mie Uehara               | Japan       | 72     |
|      |                          |             |        |
| 16   | Emese Hunyady            | Österreich  | 52     |
| 24   | Ulrike Adeberg           | Deutschland | 13     |

### Männer

#### Weltcup-Übersicht
| Datum                                                                                | Ort                                           | Disziplin          | Sieger               | Zweiter                       | Dritter                     |
| ------------------------------------------------------------------------------------ | --------------------------------------------- | ------------------ | -------------------- | ----------------------------- | --------------------------- |
| 15. Bis 16. Nov. 1997                                                                | Roseville (Guidant John Rose Minnesota Oval)  | 500 m (15. Nov.)   | Hiroyasu Shimizu     | Mike Ireland                  | Grunde Njøs                 |
| 15. Bis 16. Nov. 1997                                                                | Roseville (Guidant John Rose Minnesota Oval)  | 1.000 m (15. Nov.) | Jeremy Wotherspoon   | Jakko Jan Leeuwangh           | Jan Bos                     |
| 15. Bis 16. Nov. 1997                                                                | Roseville (Guidant John Rose Minnesota Oval)  | 500 m (16. Nov.)   | Jeremy Wotherspoon   | Yasunori Miyabe               | Grunde Njøs                 |
| 15. Bis 16. Nov. 1997                                                                | Roseville (Guidant John Rose Minnesota Oval)  | 1.000 m (16. Nov.) | Jakko Jan Leeuwangh  | Jeremy Wotherspoon            | Jan Bos                     |
| 22. Bis 23. Nov. 1997                                                                | Calgary (Olympic Oval)                        | 500 m (22. Nov.)   | Jeremy Wotherspoon   | Jan Bos                       | Mike Ireland Kevin Overland |
| 22. Bis 23. Nov. 1997                                                                | Calgary (Olympic Oval)                        | 1.000 m (22. Nov.) | Jan Bos Manabu Horii |                               | Kevin Overland              |
| 22. Bis 23. Nov. 1997                                                                | Calgary (Olympic Oval)                        | 500 m (23. Nov.)   | Jeremy Wotherspoon   | Yasunori Miyabe               | Manabu Horii                |
| 22. Bis 23. Nov. 1997                                                                | Calgary (Olympic Oval)                        | 1.000 m (23. Nov.) | Lee Kyu-hyeok        | Jan Bos                       | Manabu Horii                |
| Einzelstreckenasienmeisterschaften in Obihiro, 23.–24. November 1997                 |                                               |                    |                      |                               |                             |
| 29. Bis 30. Nov. 1997                                                                | Berlin (Sportforum Hohenschönhausen)          | 1.500 m            | Ids Postma           | Martin Hersman                | Hiroyuki Noake              |
| 29. Bis 30. Nov. 1997                                                                | Berlin (Sportforum Hohenschönhausen)          | 5.000 m            | Gianni Romme         | Remi Andre Hereide            | Bob de Jong                 |
| 6. Bis 7. Dez. 1997                                                                  | Heerenveen (Thialf)                           | 1.500 m            | Rintje Ritsma        | Ids Postma                    | Jan Bos                     |
| 6. Bis 7. Dez. 1997                                                                  | Heerenveen (Thialf)                           | 5.000 m            | Gianni Romme         | Bob de Jong                   | Kjell Storelid              |
| 13. Bis 14. Dez. 1997                                                                | Hamar (Vikingskipet)                          | 1.500 m            | Ådne Søndrål         | Jeroen Straathof              | Hiroyuki Noake              |
| 13. Bis 14. Dez. 1997                                                                | Hamar (Vikingskipet)                          | 5.000 m            | Kjell Storelid       | Keiji Shirahata               | Gianni Romme                |
| Mehrkampfeuropameisterschaft in Helsingfors, 9.–11. Januar 1998                      |                                               |                    |                      |                               |                             |
| 13. Bis 14. Jan. 1998                                                                | Baselga di Pinè (Stadio del ghiaccio di Piné) | 500 m (13. Jan.)   | Jan Bos              | Erben Wennemars               | Sergei Klewtschenja         |
| 13. Bis 14. Jan. 1998                                                                | Baselga di Pinè (Stadio del ghiaccio di Piné) | 1.000 m (13. Jan.) | Jeremy Wotherspoon   | Toshiyuki Kuroiwa             | Jeroen Straathof            |
| 13. Bis 14. Jan. 1998                                                                | Baselga di Pinè (Stadio del ghiaccio di Piné) | 500 m (14. Jan.)   | Jeremy Wotherspoon   | Toshiyuki Kuroiwa             | Ermanno Ioriatti            |
| 13. Bis 14. Jan. 1998                                                                | Baselga di Pinè (Stadio del ghiaccio di Piné) | 1.000 m (14. Jan.) | Jeremy Wotherspoon   | Jan Bos                       | Toshiyuki Kuroiwa           |
| 17. Bis 18. Jan. 1998                                                                | Innsbruck (Olympia Eisstadion Innsbruck)      | 1.500 m            | Ids Postma           | Rintje Ritsma                 | Martin Hersman              |
| 17. Bis 18. Jan. 1998                                                                | Innsbruck (Olympia Eisstadion Innsbruck)      | 10.000 m           | Gianni Romme         | Remi Andre Hereide            | Rintje Ritsma               |
| Sprintweltmeisterschaft in Berlin (Sportforum Hohenschönhausen), 24.–25. Januar 1998 |                                               |                    |                      |                               |                             |
| Olympische Winterspiele in Nagano (M-Wave), 7.–22. Februar 1998                      |                                               |                    |                      |                               |                             |
| 7. Bis 8. Mär. 1998                                                                  | Inzell (Ludwig-Schwabl-Stadion)               | 1.500 m            | Rintje Ritsma        | Ådne Søndrål                  | Ids Postma                  |
| 7. Bis 8. Mär. 1998                                                                  | Inzell (Ludwig-Schwabl-Stadion)               | 5.000 m            | Rintje Ritsma        | Bob de Jong                   | Kjell Storelid              |
| Mehrkampfweltmeisterschaft in Heerenveen (Thialf), 13.–15. März 1998                 |                                               |                    |                      |                               |                             |
| 20. Bis 22. Mär. 1998                                                                | Milwaukee (Pettit National Ice Center)        | 5.000 m            | Roberto Sighel       | Frank Dittrich                | Steven Elm                  |
| 20. Bis 22. Mär. 1998                                                                | Milwaukee (Pettit National Ice Center)        | 1.500 m            | Ådne Søndrål         | Jeroen Straathof              | KC Boutiette                |
| 20. Bis 22. Mär. 1998                                                                | Milwaukee (Pettit National Ice Center)        | 500 m              | Sylvain Bouchard     | Patrick Bouchard Mike Ireland |                             |
| 20. Bis 22. Mär. 1998                                                                | Milwaukee (Pettit National Ice Center)        | 1.000 m            | Ådne Søndrål         | Sylvain Bouchard              | Mike Ireland                |
| 20. Bis 22. Mär. 1998                                                                | Milwaukee (Pettit National Ice Center)        | 1.000 m            | Jeremy Wotherspoon   | Ådne Søndrål                  | Sylvain Bouchard            |
| 20. Bis 22. Mär. 1998                                                                | Milwaukee (Pettit National Ice Center)        | 500 m              | Hiroyasu Shimizu     | Mike Ireland                  | Casey Fitzrandolph          |
| Einzelstreckenweltmeisterschaften in Calgary (Olympic Oval), 27.–29. März 1998       |                                               |                    |                      |                               |                             |

#### 500 Meter
(Endstand: Nach 8 Rennen)
| Rang | Name               | Land        | Punkte |
| ---- | ------------------ | ----------- | ------ |
| 1    | Jeremy Wotherspoon | Kanada      | 265    |
| 2    | Mike Ireland       | Kanada      | 210    |
| 3    | Hiroyasu Shimizu   | Japan       | 197    |
| 4    | Sylvain Bouchard   | Kanada      | 169    |
| 5    | Jan Bos            | Niederlande | 168    |
| 6    | Manabu Horii       | Japan       | 151    |
| 7    | Toshiyuki Kuroiwa  | Japan       | 143    |
| 8    | Yasunori Miyabe    | Japan       | 126    |
| 9    | Patrick Bouchard   | Kanada      | 118    |
| 10   | Erben Wennemars    | Niederlande | 118    |
|      |                    |             |        |
| 20   | Michael Künzel     | Deutschland | 52     |

#### 1.000 Meter
(Endstand: Nach 8 Rennen)
| Rang | Name                | Land               | Punkte |
| ---- | ------------------- | ------------------ | ------ |
| 1    | Jeremy Wotherspoon  | Kanada             | 280    |
| 2    | Jan Bos             | Niederlande        | 250    |
| 3    | Sylvain Bouchard    | Kanada             | 215    |
| 4    | Manabu Horii        | Japan              | 178    |
| 5    | Jakko Jan Leeuwangh | Niederlande        | 156    |
| 6    | Toshiyuki Kuroiwa   | Japan              | 148    |
| 7    | Erben Wennemars     | Niederlande        | 128    |
| 8    | Ådne Søndrål        | Norwegen           | 118    |
| 9    | Casey Fitzrandolph  | Vereinigte Staaten | 116    |
| 10   | Mike Ireland        | Kanada             | 112    |
|      |                     |                    |        |
| 16   | Roland Brunner      | Österreich         | 59     |
| 24   | Christian Breuer    | Deutschland        | 37     |
| 30   | Michael Spielmann   | Deutschland        | 22     |

#### 1.500 Meter
(Endstand: Nach 6 Rennen)
| Rang | Name               | Land               | Punkte |
| ---- | ------------------ | ------------------ | ------ |
| 1    | Ids Postma         | Niederlande        | 185    |
| 2    | Ådne Søndrål       | Norwegen           | 180    |
| 3    | Rintje Ritsma      | Niederlande        | 180    |
| 4    | Martin Hersman     | Niederlande        | 155    |
| 5    | Jeroen Straathof   | Niederlande        | 127    |
| 6    | Hiroyuki Noake     | Japan              | 127    |
| 7    | KC Boutiette       | Vereinigte Staaten | 100    |
| 8    | Peter Adeberg      | Deutschland        | 77     |
| 9    | Cédric Kuentz      | Frankreich         | 71     |
| 10   | Andrei Anufrijenko | Russland           | 63     |
|      |                    |                    |        |
| 11   | Michael Spielmann  | Deutschland        | 62     |
| 21   | Uwe Tonat          | Deutschland        | 31     |
| 23   | Christian Breuer   | Deutschland        | 30     |

#### 5.000/10.000 Meter
(Endstand: Nach 6 Rennen)
| Rang | Name                 | Land        | Punkte |
| ---- | -------------------- | ----------- | ------ |
| 1    | Gianni Romme         | Niederlande | 190    |
| 2    | Kjell Storelid       | Norwegen    | 165    |
| 3    | Bob de Jong          | Niederlande | 160    |
| 4    | Rintje Ritsma        | Niederlande | 155    |
| 5    | Remi Andre Hereide   | Norwegen    | 155    |
| 6    | Frank Dittrich       | Deutschland | 140    |
| 7    | Keiji Shirahata      | Japan       | 113    |
| 8    | Roberto Sighel       | Italien     | 90     |
| 9    | René Taubenrauch     | Deutschland | 77     |
| 10   | Brigt Rykkje         | Norwegen    | 74     |
|      |                      |             |        |
| 11   | Alexander Baumgärtel | Deutschland | 72     |
| 13   | Uwe Tonat            | Deutschland | 52     |
| 26   | Martin Feigenwinter  | Schweiz     | 15     |
| 29   | Marnix ten Kortenaar | Österreich  | 10     |

## Gesamt
- Platz: Gibt die Reihenfolge der Athleten wieder. Diese wird durch die Anzahl der Weltcupsiege bestimmt. Bei gleicher Anzahl werden die 2. Platzierungen verglichen, danach die 3. Platzierungen
- Name: Nennt den Namen des Athleten
- Land: Nennt das Land, für das der Athlet startete
- Siege: Nennt die Anzahl der Weltcupsiege
- 2. Plätze: Nennt die Anzahl der errungenen 2. Plätze
- 3. Plätze: Nennt die Anzahl der errungenen 3. Plätze
- Gesamt: Nennt die Anzahl aller gewonnenen Medaillen

### Top Ten
- Die Top Ten zeigt die zehn erfolgreichsten Sportler/-innen des Eisschnelllauf-Weltcups 1997/98

| Platz | Name                     | Land               | Siege | 2. Plätze | 3. Plätze | Gesamt |
| ----- | ------------------------ | ------------------ | ----- | --------- | --------- | ------ |
| 1.    | Catriona LeMay-Doan      | Kanada             | 9     | 3         | 3         | 15     |
| 2.    | Jeremy Wotherspoon       | Kanada             | 8     | 1         | 0         | 9      |
| 3.    | Gunda Niemann-Stirnemann | Deutschland        | 7     | 1         | 1         | 9      |
| 4.    | Chris Witty              | Vereinigte Staaten | 4     | 0         | 4         | 8      |
| 5.    | Claudia Pechstein        | Deutschland        | 3     | 4         | 2         | 9      |
| 6.    | Franziska Schenk         | Deutschland        | 3     | 2         | 2         | 7      |
| 7.    | Ådne Søndrål             | Norwegen           | 3     | 2         | 0         | 5      |
| 8.    | Rintje Ritsma            | Niederlande        | 3     | 1         | 1         | 5      |
| 9.    | Gianni Romme             | Niederlande        | 3     | 0         | 1         | 4      |
| 10.   | Jan Bos                  | Niederlande        | 2     | 3         | 3         | 8      |

### Frauen
| Platz | Name                     | Land               | Siege | 2. Plätze | 3. Plätze | Gesamt |
| ----- | ------------------------ | ------------------ | ----- | --------- | --------- | ------ |
| 1.    | Catriona LeMay-Doan      | Kanada             | 9     | 3         | 3         | 15     |
| 2.    | Gunda Niemann-Stirnemann | Deutschland        | 7     | 1         | 1         | 9      |
| 3.    | Chris Witty              | Vereinigte Staaten | 4     | 0         | 4         | 8      |
| 4.    | Claudia Pechstein        | Deutschland        | 3     | 4         | 2         | 9      |
| 5.    | Franziska Schenk         | Deutschland        | 3     | 2         | 2         | 7      |
| 6.    | Susan Auch               | Kanada             | 1     | 4         | 1         | 6      |
| 7.    | Emese Hunyady            | Österreich         | 1     | 0         | 3         | 4      |
| 8.    | Sabine Völker            | Deutschland        | 0     | 6         | 5         | 11     |
| 9.    | Anni Friesinger          | Deutschland        | 0     | 3         | 1         | 4      |
| 10.   | Tonny de Jong            | Niederlande        | 0     | 2         | 0         | 2      |
| 11.   | Anke Baier-Loef          | Deutschland        | 0     | 1         | 1         | 2      |
| 12.   | Jennifer Rodriguez       | Vereinigte Staaten | 0     | 1         | 0         | 1      |
| 12.   | Lyudmila Prokasheva      | Kasachstan         | 0     | 1         | 0         | 1      |
| 14.   | Carla Zijlstra           | Niederlande        | 0     | 0         | 1         | 1      |
| 14.   | Elena Belci-Dal Farra    | Italien            | 0     | 0         | 1         | 1      |
| 14.   | Heike Warnicke           | Deutschland        | 0     | 0         | 1         | 1      |
| 14.   | Monique Garbrecht        | Deutschland        | 0     | 0         | 1         | 1      |
| 14.   | Swetlana Baschanowa      | Russland           | 0     | 0         | 1         | 1      |

### Männer
| Platz | Name                | Land               | Siege | 2. Plätze | 3. Plätze | Gesamt |
| ----- | ------------------- | ------------------ | ----- | --------- | --------- | ------ |
| 1.    | Jeremy Wotherspoon  | Kanada             | 8     | 1         | 0         | 9      |
| 2.    | Ådne Søndrål        | Norwegen           | 3     | 2         | 0         | 5      |
| 3.    | Rintje Ritsma       | Niederlande        | 3     | 1         | 1         | 5      |
| 4.    | Gianni Romme        | Niederlande        | 3     | 0         | 1         | 4      |
| 5.    | Jan Bos             | Niederlande        | 2     | 3         | 3         | 8      |
| 6.    | Ids Postma          | Niederlande        | 2     | 1         | 1         | 4      |
| 7.    | Hiroyasu Shimizu    | Japan              | 2     | 0         | 0         | 2      |
| 8.    | Sylvain Bouchard    | Kanada             | 1     | 1         | 1         | 3      |
| 9.    | Jakko Jan Leeuwangh | Niederlande        | 1     | 1         | 0         | 2      |
| 10.   | Kjell Storelid      | Norwegen           | 1     | 0         | 2         | 3      |
| 10.   | Manabu Horii        | Japan              | 1     | 0         | 2         | 3      |
| 12.   | Lee Kyu-hyeok       | Südkorea           | 1     | 0         | 0         | 1      |
| 12.   | Roberto Sighel      | Italien            | 1     | 0         | 0         | 1      |
| 14.   | Mike Ireland        | Kanada             | 0     | 3         | 2         | 5      |
| 15.   | Bob de Jong         | Niederlande        | 0     | 2         | 1         | 3      |
| 15.   | Jeroen Straathof    | Niederlande        | 0     | 2         | 1         | 3      |
| 17.   | Toshiyuki Kuroiwa   | Japan              | 0     | 2         | 1         | 3      |
| 18.   | Remi Andre Hereide  | Norwegen           | 0     | 2         | 0         | 2      |
| 18.   | Yasunori Miyabe     | Japan              | 0     | 2         | 0         | 2      |
| 20.   | Martin Hersman      | Niederlande        | 0     | 1         | 1         | 2      |
| 21.   | Erben Wennemars     | Niederlande        | 0     | 1         | 0         | 1      |
| 21.   | Frank Dittrich      | Deutschland        | 0     | 1         | 0         | 1      |
| 21.   | Keiji Shirahata     | Japan              | 0     | 1         | 0         | 1      |
| 21.   | Patrick Bouchard    | Kanada             | 0     | 1         | 0         | 1      |
| 25.   | Grunde Njøs         | Norwegen           | 0     | 0         | 2         | 2      |
| 25.   | Hiroyuki Noake      | Japan              | 0     | 0         | 2         | 2      |
| 25.   | Kevin Overland      | Kanada             | 0     | 0         | 2         | 2      |
| 28.   | Casey Fitzrandolph  | Vereinigte Staaten | 0     | 0         | 1         | 1      |
| 28.   | Ermanno Ioriatti    | Italien            | 0     | 0         | 1         | 1      |
| 28.   | KC Boutiette        | Vereinigte Staaten | 0     | 0         | 1         | 1      |
| 28.   | Sergei Klewtschenja | Russland           | 0     | 0         | 1         | 1      |
| 28.   | Steven Elm          | Kanada             | 0     | 0         | 1         | 1      |

### Nationenwertung
- Die Nationenwertung zeigt die erfolgreichsten Nationen (Sportler/-innen) des Eisschnelllauf-Weltcups 1997/98

| Platz | Land               | Siege | 2. Plätze | 3. Plätze | Gesamt |
| ----- | ------------------ | ----- | --------- | --------- | ------ |
| 1.    | Kanada             | 19    | 13        | 10        | 42     |
| 2.    | Deutschland        | 13    | 18        | 14        | 45     |
| 3.    | Niederlande        | 11    | 14        | 10        | 35     |
| 4.    | Norwegen           | 4     | 4         | 4         | 12     |
| 5.    | Vereinigte Staaten | 4     | 1         | 6         | 11     |
| 6.    | Japan              | 3     | 5         | 5         | 13     |
| 7.    | Österreich         | 1     | 0         | 3         | 4      |
| 8.    | Italien            | 1     | 0         | 2         | 3      |
| 9.    | Südkorea           | 1     | 0         | 0         | 1      |
| 10.   | Kasachstan         | 0     | 1         | 0         | 1      |
| 11.   | Russland           | 0     | 0         | 2         | 2      |